# Massaker von Kılıçkaya
Das Massaker von Kılıçkaya geschah am 20. August 1987 in dem Weiler Milan, der zum Köy Kılıçkaya in der türkischen Provinz Siirt gehört.
Eine Einheit der Arbeiterpartei Kurdistans (PKK) überfiel den Weiler. Im Weiler lebten Dorfschützer mit ihren Familien. Dabei handelte es sich um eine kurdische Miliz, die der türkische Staat zur Bekämpfung der PKK aufstellte, bewaffnete und bezahlte. Nach Angaben der Historikerin und Journalistin Ayşe Hür in der Tageszeitung Radikal töteten die PKK-Kämpfer dabei 24 Personen, die Hälfte davon Kinder. Das Gründungs- und Führungsmitglied der PKK Sakine Cansız erklärte nach Angaben der Milliyet kurz darauf, die PKK kämpfe nicht gegen Frauen und Kinder, jedoch führe man einen Volkskrieg. Solche Verluste seien nun mal die Folge des Kampfes. Ihr Parteigenosse Mahmut Tanrıkulu (Deckname Felat) äußerte sich ähnlich. Man könne die Dorfschützer nicht von ihren Familien trennen. Bei Aktionen der Partei könnten Frauen und Kinder sterben. Kugeln fragten nicht nach dem Weg. In der Sonderausgabe Nr. 13 vom August 1988 der PKK-Zeitung Serxwebûn bekannte sich die PKK zu der Aktion. Man habe 25 Bandenmitglieder und Verwandte getötet und 34 Personen schwer verletzt.
Nach dem Vorfall verließen die Überlebenden den Weiler. Einige kehrten zurück und versuchten ihr Leben wieder aufzunehmen. Als die Kaserne in der Nähe im Jahr 1993 aufgegeben wurde, verließen auch sie das Dorf wieder, um im Jahr 2000 erneut zurückzukehren.